# Garypus latens
Espèce
Garypus latens est une espèce de pseudoscorpions de la famille des Garypidae.

## Distribution
Cette espèce est endémique du Pilbara en Australie-Occidentale. Elle se rencontre sur l'île Barrow.

## Habitat
Cette espèce se rencontre sur le littoral.

## Description
Le mâle holotype mesure 4,05 mm.

## Publication originale
- Harvey, Hillyer, Carvajal & Huey, 2020 : Supralittoral pseudoscorpions of the genus Garypus (Pseudoscorpiones : Garypidae) from the Indo-West Pacific region, with a review of the subfamily classification of Garypidae. Invertebrate Systematics, vol. 34, no 1, p. 34-87.